# Holsen (Hüllhorst)
Holsen ist eine Ortschaft der Gemeinde Hüllhorst im nordrhein-westfälischen Kreis Minden-Lübbecke mit rund 1100 Einwohnern und liegt am Südhang des Wiehengebirges.

## Geografie
Holsen unterteilt sich in die Ortsteile Fetten Holsen, Magern-Holsen (im Norden am Fuße des Wiehengebirges), Holser Bruch in der Mitte  und Kümmerdingsen ganz im Süden. Fetten Holsen und Magern-Holsen, deren Namen sich höchstwahrscheinlich auf die unterschiedlichen Qualitäten der Böden beziehen, sind im Laufe der Zeit beinahe zusammengewachsen, so dass dieser Bereich als ein „Dorf Holsen“ wahrgenommen wird. Bei Holsen handelt es sich ursprünglich um eine Streusiedlung, die durch neuere Gebäude, zum großen Teil Einfamilienhäuser, zu einem Ortskern verdichtet wurde.
Kümmerdingsen liegt in einem hügeligen Gelände, tiefer als die anderen beiden Ortsteile und ist mit Wäldchen, Hügeln und Teichen landschaftlich völlig anders strukturiert. Kümmerdingsen geht zurück auf eine kleine Streusiedlung von sieben relativ großen Höfen, die nicht mehr bewirtschaftet werden. In der neueren Zeit hat sich der Ortsteil in erheblichem Maße gewandelt. Die Ansiedlung eines Dachziegelwerks im 19. Jahrhundert führte zum Abgraben von Ton und damit zu einer Veränderung der Landschaft. Durch die großen Eingriffe in die Natur wurde die Landschaft dort erheblich umgestaltet. Aus Tonkuhlen wurden Teiche, in andere Abgrabungen wurden kleine Wäldchen gepflanzt, Ausgleichsflächen wurden sogar auf Vorrat angelegt. Da in Kümmerdingsen keine Abgrabungen mehr vorgenommen werden, kann sich die Natur inzwischen erholen und eigenständig entwickeln.

### Naturraum
Holsen liegt im südlichen Vorland des Wiehengebirges. Die Flur nördlich der Holsener Straße wird von großen freien Ackerflächen dominiert. Weiter südlich ist das natürliche Umfeld stärker strukturiert und abwechslungsreicher. Hier findet Renaturierungen statt, so etwa durch die Bepflanzung einer ehemaligen Bauschuttdeponie des Kreises. In dieser Landschaft mit Sieken, Teichen, Wäldchen (original und renaturiert) liegen einzelne Höfe mit Hofeichen und vielen Obstwiesen.

### Nachbarortschaften
Holsen grenzt an folgende Ortschaften, Gemeinden, Städte (im Uhrzeigersinn, beginnend im Norden):
Nettelstedt (Stadt Lübbecke), Schnathorst, Tengern, Hüllhorst, Ahlsen-Reineberg (alle Gemeinde Hüllhorst)

## Geschichte
Holsen wurde 1260 erstmals urkundlich erwähnt. Bis zur Franzosenzeit gehörte der Ort zur Vogtei Schnathorst im Amt Reineberg des Fürstentums Minden. Von 1807 bis 1810 gehörte der Ort zum Kanton Reineberg des napoleonischen Satellitenstaats Königreich Westphalen. Von 1811 bis 1813 gehörte Holsen unmittelbar zu Frankreich und dort zur Mairie Schnathorst im Kanton Quernheim des Arrondissements Minden im Departement der Oberen Ems.
1816 kam Holsen zunächst zum neuen Kreis Bünde und 1832 zum Kreis Lübbecke. Ab 1843 gehörte die Gemeinde Holsen im Kreis Lübbecke zum Amt Schnathorst. Im weiteren Verlauf des 19. Jahrhunderts wurde aus dem Amt Schnathorst das Amt Hüllhorst. Am 1. Januar 1973 wurde der Ort nach Hüllhorst eingemeindet und gehört seitdem zum Kreis Minden-Lübbecke.

## Wirtschaft und Infrastruktur
Der Ort ist zwar noch agrarisch geprägt, allerdings gibt es nur noch drei landwirtschaftliche Haupterwerbsbetriebe. Die frühere Bedeutung der Zigarrenindustrie besteht heute nicht mehr. So gab es mehrere Filialbetriebe von Zigarrenfabriken und für 1901 werden 78 Personen angeführt, die entweder als Heimarbeiter oder in einer Fabrik Zigarren herstellten. 
Das im Jahre 1860 entstandene Dachziegelwerks in Kümmerdingsen mit ca. 70 Beschäftigten prägte diesen Ortsteil erheblich. Die Firma Dachkeramik Meyer-Holsen ist international von nicht geringer Bedeutung. 
Kirchlich ist das Dorf an das nahegelegene Schnathorst angeschlossen. Der Schulstandort Holsen wurde aufgegeben, die Holsener Kinder gehen zur Grundschule nach Schnathorst und zur Gesamtschule nach Hüllhorst. Kindergartenplätze werden sowohl in Schnathorst als auch in Hüllhorst und Ahlsen nachgefragt.
Holsen kann einen Friedhof mit Friedhofskapelle, ein Feuerwehrhaus und ein Dorfgemeinschaftshaus aufweisen, beides ein Erbe aus der Zeit als unabhängige Gemeinde. Die Jugendmusikschule der Gemeinde Hüllhorst ist in der ehemaligen Schule untergebracht und für die sportliche Betätigung gibt es eine kleine Turnhalle und einen Sportplatz. Die Versorgung mit Geschäften und Dienstleistungen übernehmen die nahegelegenen Nachbarorte Hüllhorst und Schnathorst.
In der Vergangenheit hatte Holsen ein eigenes Freibad (20 × 30 m), als man 1930 in einem Mühlenteich eine Badeanstalt anlegte, die aber während des Krieges verfiel und daher aufgegeben wurde.

### Ansässige Unternehmen
- Dachkeramik Meyer-Holsen GmbH

## Kultur und Sehenswürdigkeiten
Die regen Aktivitäten der ca. 8 Vereine und Gruppen in Holsen spielen sich zu einem nicht geringen Teil im örtlichen Gemeinschaftshaus ab. Geprägt wird das Vereinsleben u. a. vom Holsener Sportverein und vom Rasse-Geflügelzuchtverein, aber auch vom Seniorenclub, dessen Mitglieder sich einmal im Monat treffen. Von den Holsener Vereinen und Gruppen wird in jedem Jahr ein Kinder- und Dorffest veranstaltet.

### Vereine
- Rassegeflügelzuchtverein Holsen
- Schützenverein Gut Schuß Holsen 1972 e. V.
- Sportverein Holsen